# Autoritats Conjuntes d'Aviació
|  | Per a altres significats, vegeu «JAA (desambiguació)». |

Les Autoritats Conjuntes d'Aviació (JAA, Joint Aviation Authorities) eren un organisme associat a la Conferència Europea d'Aviació Civil representant l'autoritat reguladora de l'aviació civil d'un cert nombre d'estats europeus que es posaren d'acord per cooperar en l'elaboració i implementació de normes comunes de seguretat i procediments reguladors aeronàutics. No era un organisme regulador, car les regulacions venien dels estats membres.
A causa de l'adopció del reglament (CE) núm. 1592/2002 pel Parlament Europeu i el Consell de la Unió Europea (UE), l'Agència Europea de Seguretat Aèria fou creada amb àmplies competències reguladores a Europa que absorbiren la majoria de funcions de la JAA (als estats membres de l'AESA).
La diferència major entre l'AESA i les JAA és que l'AESA té autoritat jurídica i reguladora en el si de la UE. Els seus reglaments són adaptats per la Comissió Europea, el Consell de la Unió Europea i el Parlament Europeu, mentre que la majoria de recomanacions de les JAA no tenien força de llei.